# HD 86081 b
HD 86081 b es un planeta extrasolar situado en la constelación de Sextans, un gigante gaseoso que orbita muy próximo a su estrella, complentando su periodo orbital en sólo 2,1375 días. Como es típico en los Júpiter calientes, su órbita es circular y su excentricidad es de 0,008.